# Alto Reno Terme
Alto Reno Terme is een Italiaanse gemeente in de voormalige provincie en huidige metropolitane stad Bologna, onderdeel van de regio Emilia-Romagna. Alto Reno Terme ligt in het uiterst zuidwesten van de metropolitane stad, ten zuidwesten ook van de stad Bologna. Eind mei 2023 telde de gemeente 6.965 inwoners.
De gemeente werd op 1 januari 2016 als een fusiegemeente opgericht door de fusie van de gemeentes Granaglione en Porretta Terme. Het gemeentehuis ligt in Porretta Terme. Het wapen van de fusiegemeente combineert een os die drinkt uit de bron (Porretta Terme) met de bergen op de achtergrond met daarboven de kastanjeboom met daarboven de ster (symbool van Granaglione).
In de gemeente is Granaglione als municipio erkend en zijn Biagioni, Borgo Capanne, Capugnano, Casa Calistri, Casa Forlai, Castelluccio, Corvella, Lustrola, Madognana, Molino del Pallone, Ponte della Venturina, Porretta Terme en Vizzero frazioni.
De aangrenzende gemeenten zijn Castel di Casio, Gaggio Montano, Lizzano in Belvedere, Pistoia (PT) en Sambuca Pistoiese (PT).
Alto Reno Terme · Anzola dell'Emilia · Argelato · Baricella · Bentivoglio · Bologna · Borgo Tossignano · Budrio · Calderara di Reno · Camugnano · Casalecchio di Reno · Casalfiumanese · Castel Guelfo di Bologna · Castel Maggiore · Castel San Pietro Terme · Castel d'Aiano · Castel del Rio · Castel di Casio · Castello d'Argile · Castenaso · Castiglione dei Pepoli · Crevalcore · Dozza · Fontanelice · Gaggio Montano · Galliera · Granarolo dell'Emilia · Grizzana Morandi · Imola · Lizzano in Belvedere · Loiano · Malalbergo · Marzabotto · Medicina · Minerbio · Molinella · Monghidoro · Monte San Pietro · Monterenzio · Monzuno · Mordano · Ozzano dell'Emilia · Pianoro · Pieve di Cento · Sala Bolognese · San Benedetto Val di Sambro · San Giorgio di Piano · San Giovanni in Persiceto · San Lazzaro di Savena · San Pietro in Casale · Sant'Agata Bolognese · Sasso Marconi · Valsamoggia · Vergato · Zola Predosa